# ترازوسین
ترازوسین (به انگلیسی: Terazosin)
رده درمانی: داروهای کاهنده فشارخون آلفا بلوکر
اشکال دارویی: قرص

## موارد مصرف
ترازوسین ابتدا به عنوان یک داروی کاهنده فشارخون به بازار عرضه شد ولی بعدها در درمان بزرگی خوش خیم غده پروستات استفاده شد.

## مکانیسم اثر
ترازوسین که از دستـه داروهای آلفا بلوکر می‌باشد با بلوک گیرنده‌های آلفایک سمپاتیک به پایین آوردن فشارخون کمک می‌کند. با بلوک این گیرنده‌ها انقباض عضلات صاف جدار عروق و مقاومت محیطی کاهش می یابد. در سطح محیطی تحریک گیرنده‌های آلفادو سمپاتیک موجب گشادی عروق محیطی و کاهش فشارخون میگردد. در پروستات ترازوسین کمک می‌کند تا ماهیچه‌های گردن مثانه شل بشوند و جریان ادرار و تخلیه مثانه بهبود یابد.

## عوارض جانبی
ترازوسین ممکن است موجب افت فشار خون وضعیتی، تند و نامنظم شدن ضربان قلب، مشکلات جنسی، تورم اندام‌ها، حساسیت، خواب آلودگی، اضافه وزن غیر منتظره و یبوست شود.
== آمار نشان می‌دهد که ۱۲ تا ۳۷ درصد ،  ابتلا به پارکینسون را کاهش میدهد. از طریق مکانیسم  (phosphoglycerate kinase 1 (PGK1